# Ибраево (Кигинский район)
Ибраево (баш. Ибрай) — село в Кигинском районе Башкортостана, административный центр Ибраевского сельсовета.

## Население
| 2002 | 2009 | 2010 |
| ---- | ---- | ---- |
| 464  | ↘432 | ↗471 |

## История
Д. Ибраево («Сунка тож») основана на месте сожженного в 1735-1740 гг. карателями поселения башкир-тырнаклинцев во главе с Ибраем Нуркиным, участника поземельных сделок 1765 г. Его сыновья: Кинжа Ибраев (1767-1848, его сын-Галиулла), Яун Ибраев (1772-1834, сыновья: Сабит (его - Акжигит, Ишбулды), Сагит (его - Саитгали, Абдулгали, Абдулхамит, Абдрафик). Второе название деревни происходит от гидронима - р. Сунка (приток р. Ай).

## Географическое положение
Село находится на правом берегу реки Ай, при впадении реки Арахари в реку Сунгу. 
Расстояние до:
- районного центра (Верхние Киги): 14 км
- ближайшей ж/д станции (Сулея): 57 км.

В непосредственной близости от д. Ибраево находится г. Сактау (башк. "Һаҡатау"), высота 399 м., памятник природы.

## Известные уроженцы
- Гимаев, Рагиб Насретдинович (1 января 1935 — 29 января 2016) — советский и российский учёный, химик, бывший ректор Башкирского государственного университета[6][7] (ныне Уфимский университет науки и технологий).